# Pinguicula fontiqueriana
Pinguicula fontiqueriana este o specie de plante carnivore din genul Pinguicula, familia Lentibulariaceae, ordinul Lamiales, descrisă de A. Romo, J.B. Peris, G. St și Uuml;bing. Conform Catalogue of Life specia Pinguicula fontiqueriana nu are subspecii cunoscute.